# Preinreich-Lücke-Theorem
Das Preinreich-Lücke-Theorem besagt, dass der Kapitalwert der Gewinne (Vermögensveränderung + (Erträge - Aufwendungen)) dem Kapitalwert der Zahlungsüberschüsse (Einzahlungen - Auszahlungen) entspricht. Dies gilt nur, wenn die Unterschiede auf unterschiedlicher Periodisierung der Auszahlungen bzw. Einzahlungen gegenüber den Kosten und Leistungen beruhen. Das Theorem wurde von Wolfgang Lücke 1955 als Alternative zur Cash-Flow-basierten Investitionsrechnung vorgeschlagen und hielt damit Einzug in die deutsche Wirtschaftswissenschaft. Im US-amerikanischen Raum hingegen wurde diese Übereinstimmung bereits früher, nämlich 1937 von Gabriel Preinreich beschrieben.

## Annahmen
Damit der aus den Einnahmen und Ausgaben eines Projekts berechnete Kapitalwert mit dem aus Ertrags- und Aufwandsgrößen ermittelten Kapitalwert übereinstimmt und damit zur gleichen optimalen Investitionsentscheidung führen kann, müssen folgende Bedingungen erfüllt sein:
Erstens muss die Summe der Zahlungsüberschüsse aller Perioden {\displaystyle Z_{t}=EZ_{t}-AZ_{t}} gleich der Summe aller Periodengewinne {\displaystyle G_{t}} sein:
{\displaystyle \sum _{t=0}^{T}G_{t}=\sum _{t=0}^{T}Z_{t}}
- {\displaystyle G_{t}} Periodengewinn zum Zeitpunkt {\displaystyle t}
- {\displaystyle Z_{t}} Einzahlungsüberschuss zum Zeitpunkt {\displaystyle t}
- {\displaystyle EZ_{t}} Einzahlungen zum Zeitpunkt {\displaystyle t}
- {\displaystyle AZ_{t}} Auszahlungen zum Zeitpunkt {\displaystyle t}
- {\displaystyle T} Laufzeit
- {\displaystyle t} jeweilige Periode

Dies entspricht dem Kongruenzprinzip der Schmalenbach’schen dynamischen Bilanzierung, welches besagt, dass die Summe der Abschnittserfolge deckungsgleich mit dem Totalerfolg sein muss.
Zweitens muss der als Differenz zwischen Erträgen und Aufwendungen ermittelte Periodengewinn {\displaystyle G_{t}} um kalkulatorische Zinsen der Kapitalbindung der Vorperiode {\displaystyle KB_{t-1}} korrigiert werden:
{\displaystyle \sum _{s=0}^{t-1}G_{s}=KB_{t-1}+\sum _{s=0}^{t-1}Z_{s}}
mit {\displaystyle KB_{0}=KB_{T}=0}
- {\displaystyle KB_{t}} Kapitalbestand zum Zeitpunkt {\displaystyle t}
- {\displaystyle KB_{t-1}} Kapitalbestand der Vorperiode
- {\displaystyle s} jeweilige Periode, die bis zum Zeitpunkt {\displaystyle t-1} abgelaufen ist.

## Beweis
Die Kapitalbindung, also die Differenz der bis zum Zeitpunkt {\displaystyle t} kumulierten Gewinne und der kumulierten Zahlungsüberschüsse, wird zu Beginn jeder Periode wie folgt ermittelt:
{\displaystyle KB_{t-1}=\sum _{s=0}^{t-1}G_{s}-\sum _{s=0}^{t-1}(EZ_{s}-AZ_{s})}
- {\displaystyle i} Kapitalkostensatz

Wenn beide o. g. Prämissen erfüllt sind, ergibt sich für den Kapitalwert zum Entscheidungszeitpunkt folgende Gleichung:
{\displaystyle K_{0}=\sum _{t=0}^{T}{\frac {EZ_{t}-AZ_{t}}{(1+i)^{t}}}=\sum _{t=0}^{T}{\frac {G_{t}-i\cdot KB_{t-1}}{(1+i)^{t}}}=\sum _{t=0}^{T}{\frac {G_{t}^{*}}{(1+i)^{t}}}}
- {\displaystyle G_{t}^{*}} Residualgewinn zum Zeitpunkt {\displaystyle t}

## Beispiel
Für folgende Beispiele wird als Zinssatz 10 % angenommen.
| Jahr                   | 0     | 1     | 2     | 3     | 4     | 5     |
| Investitionsauszahlung | -1000 |       |       |       |       |       |
| Einzahlungen           |       | 1000  | 1000  | 1000  | 1000  | 1000  |
| Auszahlungen           |       | 600   | 600   | 600   | 600   | 600   |
| Cash-Flow              | -1000 | 400   | 400   | 400   | 400   | 400   |
| Abzinsfaktoren         |       | 0,909 | 0,826 | 0,751 | 0,683 | 0,621 |
| Barwert                |       | 364   | 331   | 301   | 273   | 248   |
| Kapitalwert            | 516   |       |       |       |       |       |

| Jahr                                       | 0   | 1     | 2     | 3     | 4     | 5     |
| Erlöse                                     |     | 1000  | 1000  | 1000  | 1000  | 1000  |
| Kosten                                     |     | 600   | 600   | 600   | 600   | 600   |
| Abschreibungen                             |     | 200   | 200   | 200   | 200   | 200   |
| Operatives Ergebnis (vor kalk. Zinsen)     |     | 200   | 200   | 200   | 200   | 200   |
| kalk. Zinsen (auf Basis Vermögen)          |     | 100   | 80    | 60    | 40    | 20    |
| Residuales Ergebnis (BE nach kalk. Zinsen) |     | 100   | 120   | 140   | 160   | 180   |
| Abzinsfaktoren                             |     | 0,909 | 0,826 | 0,751 | 0,683 | 0,621 |
| Barwert                                    |     | 91    | 99    | 105   | 109   | 112   |
| Kapitalwert                                | 516 |       |       |       |       |       |

Tabelle 3: Kapitalwertberechnung auf Basis von Kosten nach dem Preinreich-Lücke-Theorem mit modifizierter Abschreibungsmethode
| Jahr                | 0   | 1     | 2     | 3     | 4     | 5     |
| Erlöse              |     | 1000  | 1000  | 1000  | 1000  | 1000  |
| Kosten              |     | 600   | 600   | 600   | 600   | 600   |
| Abschreibungen      |     | 400   | 275   | 175   | 100   | 50    |
| Operatives Ergebnis |     | 0     | 125   | 225   | 300   | 350   |
| kalk. Zinsen        |     | 100   | 60    | 32,5  | 15    | 5     |
| Residuales Ergebnis |     | -100  | 65    | 192,5 | 285   | 345   |
| Abzinsfaktoren      |     | 0,909 | 0,826 | 0,751 | 0,683 | 0,621 |
| Barwert             |     | -91   | 54    | 145   | 195   | 214   |
| Kapitalwert         | 516 |       |       |       |       |       |

Aus Tabelle 3 wird deutlich, dass unter den Bedingungen des Preinreich-Lücke-Theorems, bei einer periodenerfolgbasierten Kapitalwertrechnung eine Änderung der Abschreibungsmethode keinen Einfluss auf die Kapitalwertberechnung hat. Die verwendete Tabellenform ist die Basis für die Methode des vollständigen Finanzplans, welche eine einfache Nachvollziehung des Lücke-Theorems erlaubt.